# Terje Rød-Larsen

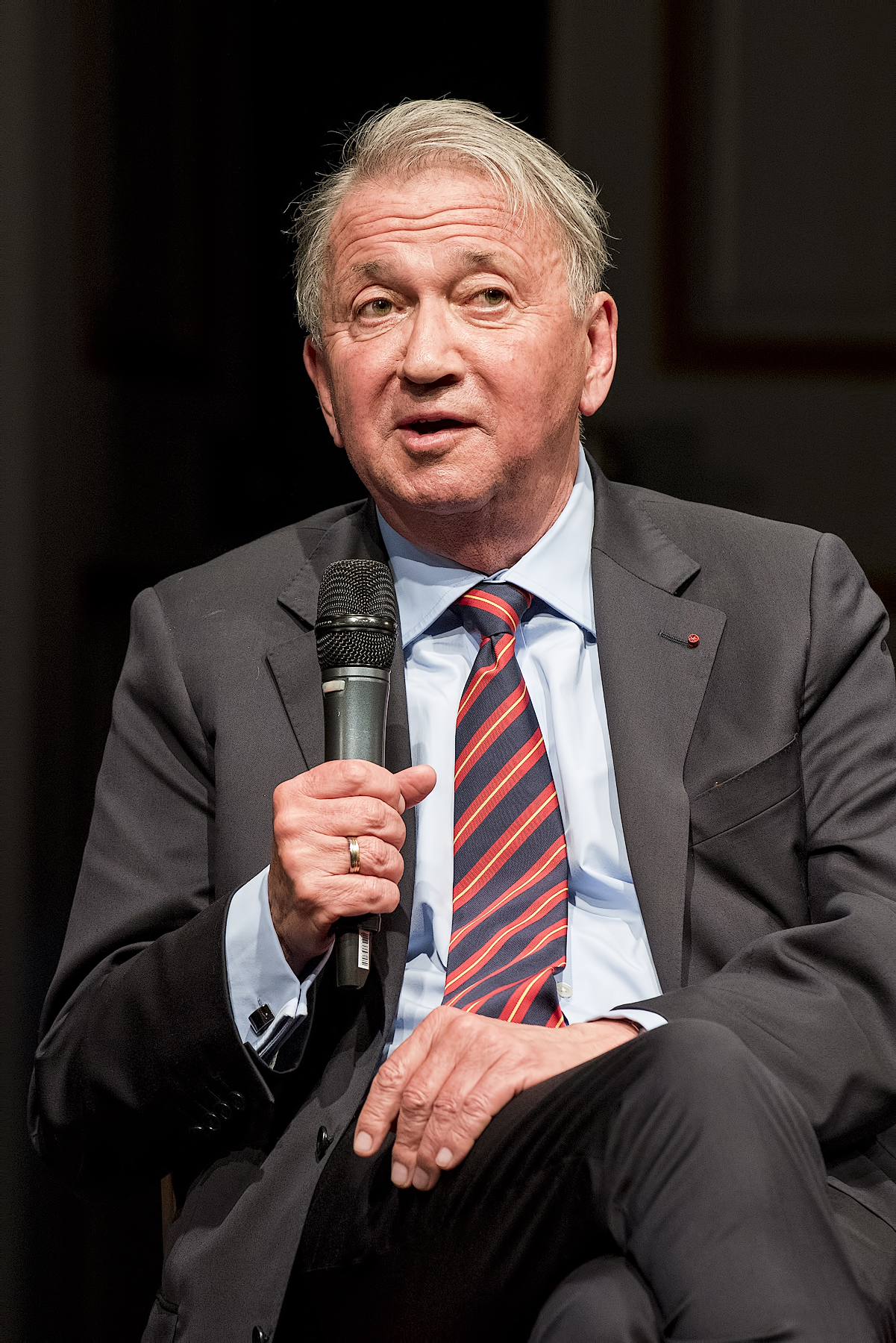
Terje Rød-Larsen, 2017

Terje Rød-Larsen (* 22. November 1947 in Bergen) ist ein norwegischer Diplomat, Politiker (Arbeiderpartiet) und Soziologe.

## Leben

### Herkunft und Ausbildung
Rød-Larsen wuchs in Bergen auf. Er studierte Sozialwissenschaften und erwarb einen PhD in Soziologie.

### Karriere in Forschung und Lehre
Er lehrte an norwegischen Universitäten, bis er 1981 die FAFO mitbegründete, eine Forschungseinrichtung, die von den norwegischen Handelsgewerkschaften mitfinanziert wird.
Im Jahre 1989 zog Rød-Larsen nach Kairo, da seine Frau Mona Juul wegen ihrer Tätigkeit für das norwegische Außenministerium dorthin versetzt wurde. Rød-Larsen setzte seine Tätigkeit für FAFO fort, da die Organisation sich während der 1980er-Jahre verstärkt international orientierte. Er erstellte eine soziologische Studie über die Lebensbedingungen im Westjordanland, Gazastreifen und Ost-Jerusalem.

### Osloabkommen
Während dieser Arbeit knüpfte Rød-Larsen Kontakte, die sich während der Geheimverhandlungen zwischen Israel und der PLO als hilfreich erwiesen. Seine Frau war in der Lage, einen Kontakt mit Außenminister Johan Jørgen Holst herzustellen, was 1993 zum Erreichen des Abkommens von Oslo führte. In dem Jahr wurde Rød-Larsen offiziell beim norwegischen Außenministerium als spezieller Berater für Angelegenheiten des Nahen Ostens angestellt. Als Verhandlungsort schlug er eine abgelegene Villa in Sarpsborg vor, die maximale Diskretion für die Gespräche bot. 

### Arbeit für die Vereinten Nationen
Zwischen 1994 und 1996 diente er dem früheren Generalsekretär der Vereinten Nationen Boutros Boutros-Ghali als Sonderkoordinator in den besetzten palästinensischen Gebieten. 1996 war er kurzzeitig Kabinettsminister in der Regierung von Thorbjørn Jagland, war aber dann wegen einer Steueraffäre zum Rücktritt gezwungen.
Im Jahre 1999 wurde er zum persönlichen Vertreter des Generalsekretärs Kofi Annan bei der PLO und der Palästinensischen Autonomiebehörde im Westjordanland und im Gazastreifen ernannt. Er war auch Sonderkoordinator der UN für Friedensverhandlungen im Nahen Osten. Er gab diesen Posten 2004 auf, um Vorsitzender der International Peace Academy in New York zu werden, wurde aber auch zum UN-Sondergesandten für die Umsetzung der Resolution 1559 des UN-Sicherheitsrates bestimmt, die Syrien zum Abzug aus dem Libanon und zur Entwaffnung der schiitischen Hisbollah auffordert.
Nach dem einstimmigen Beschluss des UN-Sicherheitsrats über die Resolution 1701 des UN-Sicherheitsrates wurde er von Kofi Annan im August 2006 nach Israel und Libanon entsendet, um die Umsetzung des Waffenstillstandes im Israel-Libanon-Konflikt 2006 zu verfolgen.